# Efeito Wilson-Bappu
Em 1957 Olin Chaddock Wilson e M. K. Vainu Bappu relataram a notável correlação entre a largura medida da emissão característica no centro da linha CA II K e o valor visual absoluto da estrela. Isto é conhecido como efeito Wilson-Bappu. A correlação é independente do tipo espectral e aplicável às estrelas do tipo G, K e M. Este método é um de diversos métodos usados na escala de distância extragalática.